# Маркианополска епархия
 Тази статия е за историческата и титулярната православна епархия.  За титулярната католическа вижте Марцианополска архиепархия (Римокатолическа църква).  
Маркианополската епархия (на гръцки: Ιερά Επισκοπή Μαρκιανουπόλεως) е историческа епархия на Вселенската (архиепископия) и титулярна епархия (епископия) на Българската патриаршия. Седалище на епархията е град Маркианопол, край днешна Девня, а катедрален храм е откритата в 1957 година Маркианополска базилика.

## История
Епархията е една от най-древните на територията на днещна България. В 381 година маркианополският епископ Мартирий участва във Втория вселенски събор в Константинопол. Созомен пише, че на клира в Мизия и Малка Скития е препоръчано да се обръща по догматическите въпроси към него и към неговия единомисленик Теренций Томийски.
След заселването на славяните на Балканите градът е унищожен в 614 – 615 година от аварите и епархията се споменава в Notitiae Episcopatuum като митрополитско седалище in partibus infidelium.
Notitia Episcopatuum на псевдо-Епифаний, съставена при император Ираклий около 640 година дава на Маркианополската архиепископия пет подчинени епископии: Доростол, Трансмариска, Нове, Зекедеспа и Скария. В нея не се споменават вече епископските катедли от Долна Мизия: Абритус, Апиария, Никополис и Сексагинта Приста.
Маркианополска е титулярна епископия на Българската екзархия от 1921 година.
Епископи на Вселенската патриаршия
| Име      | Име       | Управление                         | Забележка |
| -------- | --------- | ---------------------------------- | --- |
| Пист     | Πιστός    | споменат в 325 г.                  | участник в Първия вселенски събор                                                                                          |
| Домнин   | Δομνίνος  | споменат около 360 г.              | споменат в „Църковна история“ на Филосторгий като защитник на арианството                                                  |
| Мартирий | Μαρτύριος | споменат в 381 г.                  | участник във Втория вселенски събор                                                                                        |
| Епагат   | Επάγατος  | споменат в 394 г.                  | участник в Константинополския събор, решил въпрос на архиепископията на Босра                                              |
| Доротей  | Δωρόθεος  | споменат в 431 г. – около 434 г. † | участник в Третия вселенски събор, приятел на Несторий, свален и заточен в Кесария Кападокийска                            |
| Сатурнин |           | 435 – след 449 г.                  | участник в събора срещу Евтихий в 449 г.                                                                                   |
| Валериан |           | ? – около 458 †                    | до него е адресирано циркулярното императорско писмо; в отговора на мизийските епископи от 458 г. името му не се споменава |

Титулярни епископи на Българската екзархия и патриаршия
| Име        | Управление                      | Забележка                                  |
| ---------- | ------------------------------- | ------------------------------------------ |
| Стефан     | 7 март 1921 – 23 март 1922      | в софийски м.                              |
| Константин | 1 октомври 1998 – 23 май 2017 † | духовен надзорник на Софийската епархия    |
| Богослов   | 22 декември 2024                | викарен епископ на Старозагорската епархия |